# Brendan Bell
Brendan Bell (* 31. März 1983 in Ottawa, Ontario) ist ein ehemaliger kanadischer Eishockeyspieler, der im Verlauf seiner aktiven Karriere zwischen 1999 und 2016 unter anderem 102 Spiele für die Toronto Maple Leafs, Phoenix Coyotes und Ottawa Senators in der National Hockey League (NHL) auf der Position des Verteidigers bestritten hat. Darüber hinaus absolvierte Bell weitere 461 Partien in der American Hockey League (AHL).

## Karriere

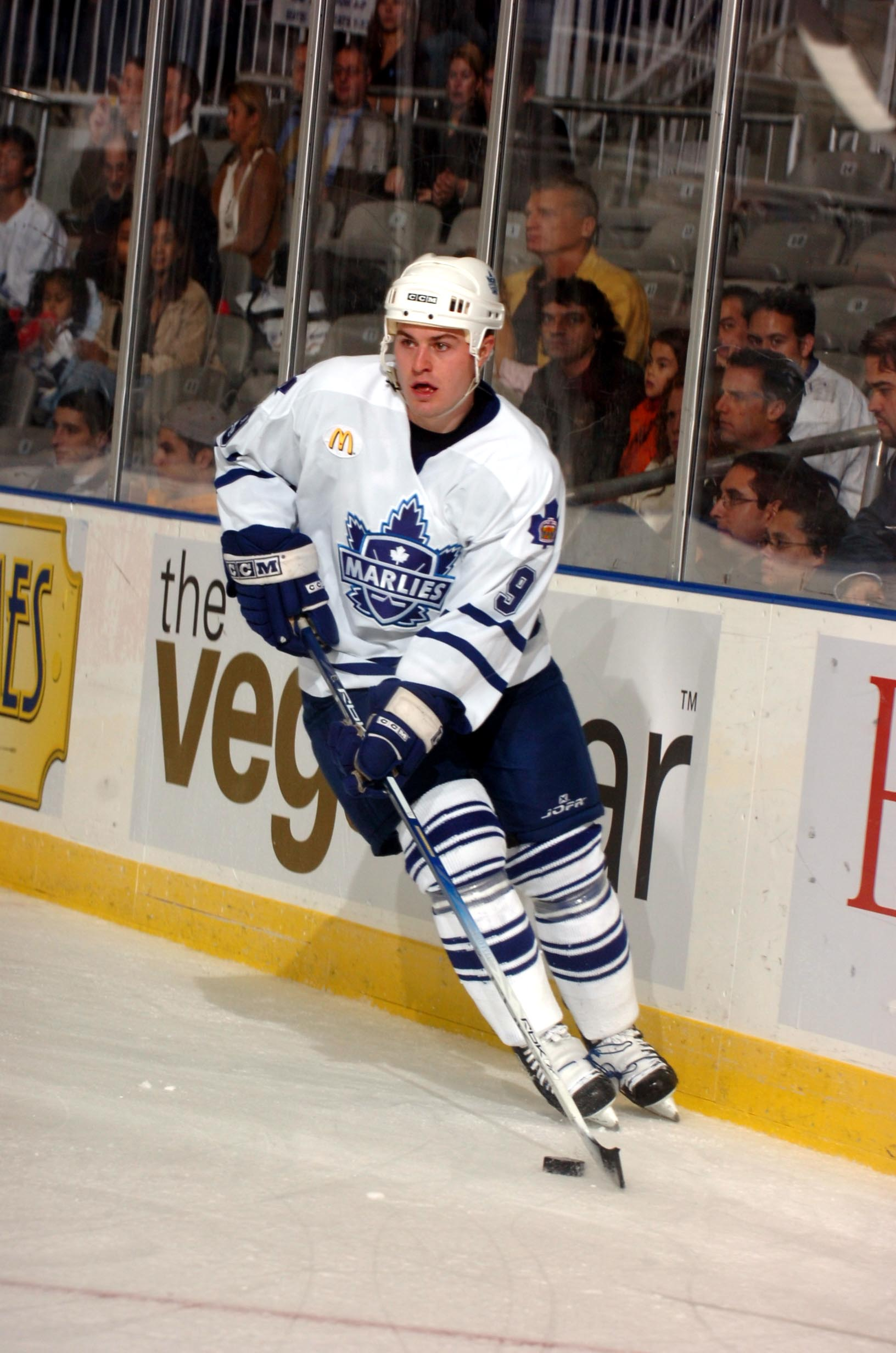
Bell im Trikot der Toronto Marlies (2005)

Brendan Bell spielte zunächst von 1998 bis 1999 für die Ottawa Junior Senators in der unterklassigen kanadischen Juniorenliga Central Tier 1 Junior A Hockey League, bevor der Verteidiger ab der Saison 1999/2000 für die Ottawa 67’s in der Ontario Hockey League (OHL) aufs Eis ging. Für die 67’s war der Kanadier vier Spielzeiten aktiv und gewann in seiner zweiten Saison mit der Mannschaft den J. Ross Robertson Cup, die Meisterschaft der OHL. In dieser Zeit wurde er im NHL Entry Draft 2001 in der dritten Runde als insgesamt 65. Spieler von den Toronto Maple Leafs aus der National Hockey League (NHL) ausgewählt. Zum Ende seiner Juniorenkarriere erhielt Bell die Max Kaminsky Trophy als bester Abwehrspieler der OHL-Saison und wurde darüber hinaus auch mit dem CHL Defenceman of the Year Award der gesamten Canadian Hockey League (CHL) ausgezeichnet. Bei der Wahl setzte er sich gegen Jeff Woywitka und Maxime Fortunus durch.
Für deren Farmteam aus der American Hockey League (AHL), die St. John’s Maple Leafs, stand der Verteidiger von 2003 bis 2005 auf dem Eis. Während der Saison 2005/06 gab Bell sein Debüt für die Maple Leafs in der NHL, kam jedoch nur in einer Partie zum Einsatz und spielte die gesamte restliche Spielzeit für deren neuen AHL-Kooperationspartner Toronto Marlies. Zwar bestritt der Linksschütze im folgenden Jahr 31 NHL-Spiele für Toronto, jedoch gaben die Kanadier den Spieler am 27. Februar 2007 gemeinsam mit einem Zweitrunden-Wahlrecht im NHL Entry Draft 2008 an die Phoenix Coyotes ab, für die er bis Saisonende zwei Vorlagen in 14 Spielen gab. Im Gegenzug wechselten Yanic Perreault und ein Fünftrunden-Wahlrecht im selben Draft nach Toronto. In der Saison 2007/08 spielte Bell nur zweimal für die Coyotes in der NHL und die restliche Spielzeit für deren Farmteam San Antonio Rampage. Daraufhin unterschrieb der Kanadier am 11. Juli 2008 als Free Agent einen Vertrag bei den Ottawa Senators. Nach einer soliden Saison bei den Senators verließ er das Team wieder und unterschrieb am 31. Juli 2009 bei den St. Louis Blues. Doch Bell schaffte nicht den Sprung in den Kader der Blues und spielte bei den Peoria Rivermen in der AHL. Im Dezember 2009 wurde er zusammen mit Tomáš Káňa im Tausch für Pascal Pelletier zu den Columbus Blue Jackets transferiert. Die restliche Saison spielte der Kanadier bei der Syracuse Crunch und war dort eine der tragenden Säulen des Teams mit 49 Spielen und 35 Punkten.
Bereits im Mai 2010 unterschrieb Bell beim russischen Klub HK Awangard Omsk in der Kontinentalen Hockey-Liga (KHL). Nach einem Spiel entschied er seine Karriere in der Schweiz beim EHC Biel fortzusetzen, wo er im Oktober 2010 einen Vertrag unterschrieb. Im August 2011 wurde der Verteidiger von den New York Rangers verpflichtet. Nachdem er – bis auf ein Spiel – die Saison in der AHL verbracht hatte, wechselte er nach Schweden zum Frölunda HC. Bereits nach einer Saison verließ er Schweden und kehrte zum EHC Biel in die Schweizer National League A (NLA) zurück. Es folgte eine weitere Spielzeit in Nordamerika in der AHL bei den Norfolk Admirals und Chicago Wolves. Zwischen Januar und April 2016 spielte der Abwehrspieler beim HC Bozen in der österreichischen Erste Bank Eishockey Liga (EBEL), ehe er seine Karriere anschließend im Alter von 33 Jahren beendete.

### International
Für Kanada nahm Bell an der U20-Junioren-Weltmeisterschaft 2003 teil, bei der er mit seiner Mannschaft den zweiten Platz belegte.

## Erfolge und Auszeichnungen
| - 1999 CJHL All-Rookie Team - 1999 CJHL Rookie des Jahres - 2001 Teilnahme am CHL Top Prospects Game - 2001 J.-Ross-Robertson-Cup-Gewinn mit den Ottawa 67’s - 2003 OHL First All-Star Team | - 2003 Max Kaminsky Trophy - 2003 CHL First All-Star Team - 2003 CHL Defenceman of the Year - 2003 Spengler-Cup-Gewinn mit dem Team Canada |

### International
- 2000 Silbermedaille bei der World U-17 Hockey Challenge
- 2003 Silbermedaille bei der U20-Junioren-Weltmeisterschaft

## Karrierestatistik

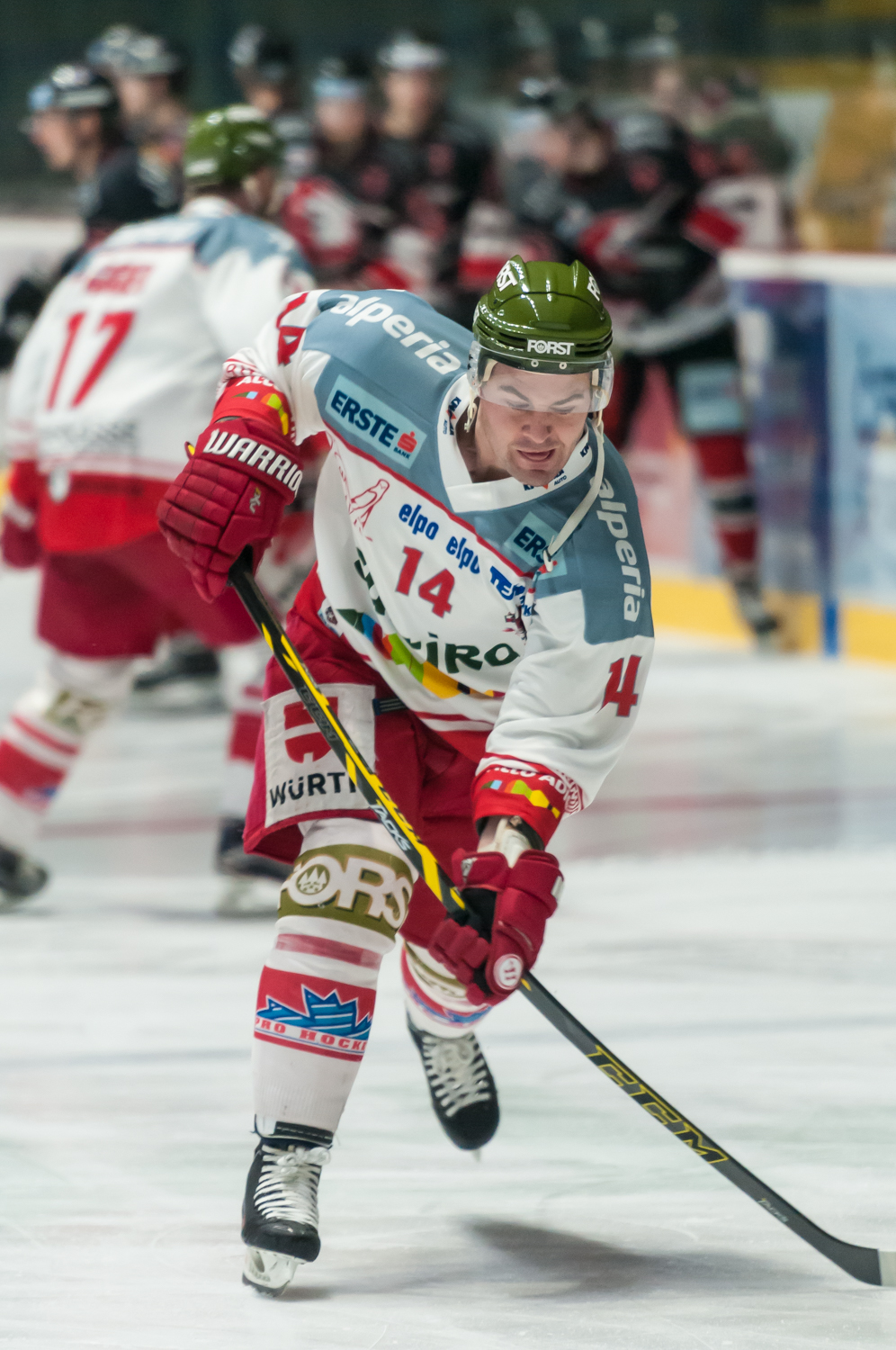
Bell als Spieler des HC Bozen (2016)

### International
Vertrat Kanada bei:
- World U-17 Hockey Challenge 2000
- U20-Junioren-Weltmeisterschaft 2003

(Legende zur Spielerstatistik: Sp oder GP = absolvierte Spiele; T oder G = erzielte Tore; V oder A = erzielte Assists; Pkt oder Pts = erzielte Scorerpunkte; SM oder PIM = erhaltene Strafminuten; +/− = Plus/Minus-Bilanz; PP = erzielte Überzahltore; SH = erzielte Unterzahltore; GW = erzielte Siegtore; 1 Play-downs/Relegation; Kursiv: Statistik nicht vollständig)